# Hypericum papuanum
Hypericum papuanum är en johannesörtsväxtart som beskrevs av Henry Nicholas Ridley. Hypericum papuanum ingår i släktet johannesörter, och familjen johannesörtsväxter. Inga underarter finns listade i Catalogue of Life.